# أوزة مشوية
أوزة مشوية هي طبق توجد في مطابخ الشرق الأوسط، أوروبا، الصين. 

## جنوب الصين
في جنوب الصين، الإوزة المشوية هي نوع من سيو مي أو أطباق اللحوم المشوية في المطبخ الكانتوني، فهي تحضربشوي أوزة مع بهارات في فرن فحم في درجة حرارة عالية. الأوز المشوي ذو الجودة العالية يصبح لديه قشرة مقرمشة مع عصارة ولحم طري. شرائح الأوز المشوي تقدم عموماً مع صلصة البرقوق.
الأوز المشوي الذي يقدم في هونغ كونغ[1]، لا يختلف عن باقي المناطق المجاورة  في غوانغدونغ، الصين، ولكن بسبب التكلفة الباهظة الثمن، بعض مطاعم هونغ كونغ تقدمها مع بطة.

## أوروبا
الإوزة لديها نكهتها الخاصة مما يجعلها طبق الكريسماس المفضل لدى الأوروبيين. في ألمانيا الأوز المشوي يكون أساسي في وجبات أيام الكريسماس. بالنسبة للثقافات الأوروبية، الأوز المشوي هو عادةً يؤكل في أيام محددة مثل عيد القديس مارتن .
وهي مستبدلة بالديك الرومي (المسمى التركي) في المملكة المتحدة والولايات المتحدة. وبالمثل فهو بديل عند بعض الأوروبين عن الأوز في أيام الكريسماس. 
الإوز المشوي هو مكون شائع لوجبات مابعد الكريسماس. هنالك عدد من الوصفات ليوم الصناديق ويستفيد من باقي الأوز المشوي المتبقي من بعد مأدبة الكريسماس.
أكثر الحشوات المنتشرة هي تفاح، كستناء حلو، خوخ مجفف، بصل. بهارات اعتيادية، بما فيها الملح والفلفل، مردقوش كبير. 